# Puente I-35W del río Misisipi
El puente I-35W fue un puente de arco metálico ubicado en la ciudad de Minneapolis, Minnesota en los Estados Unidos, permitía a la autopista Interestatal 35W cruzar sobre el río Misisipi. 
Se encontraba localizado en el Condado de Hennepin, en la zona metropolitana de Minneapolis-Saint Paul. Conectaba el centro de la ciudad con los alrededores del campus de la Universidad de Minnesota.
El puente fue construido en 1967 por el Departamento de Transportes de Minnesota. El 1 de agosto de 2007 se derrumbó sobre el río y sus riberas durante la hora de mayor tráfico, arrojando vehículos a las aguas y provocando 13 muertos y más de 140 heridos.

## El puente

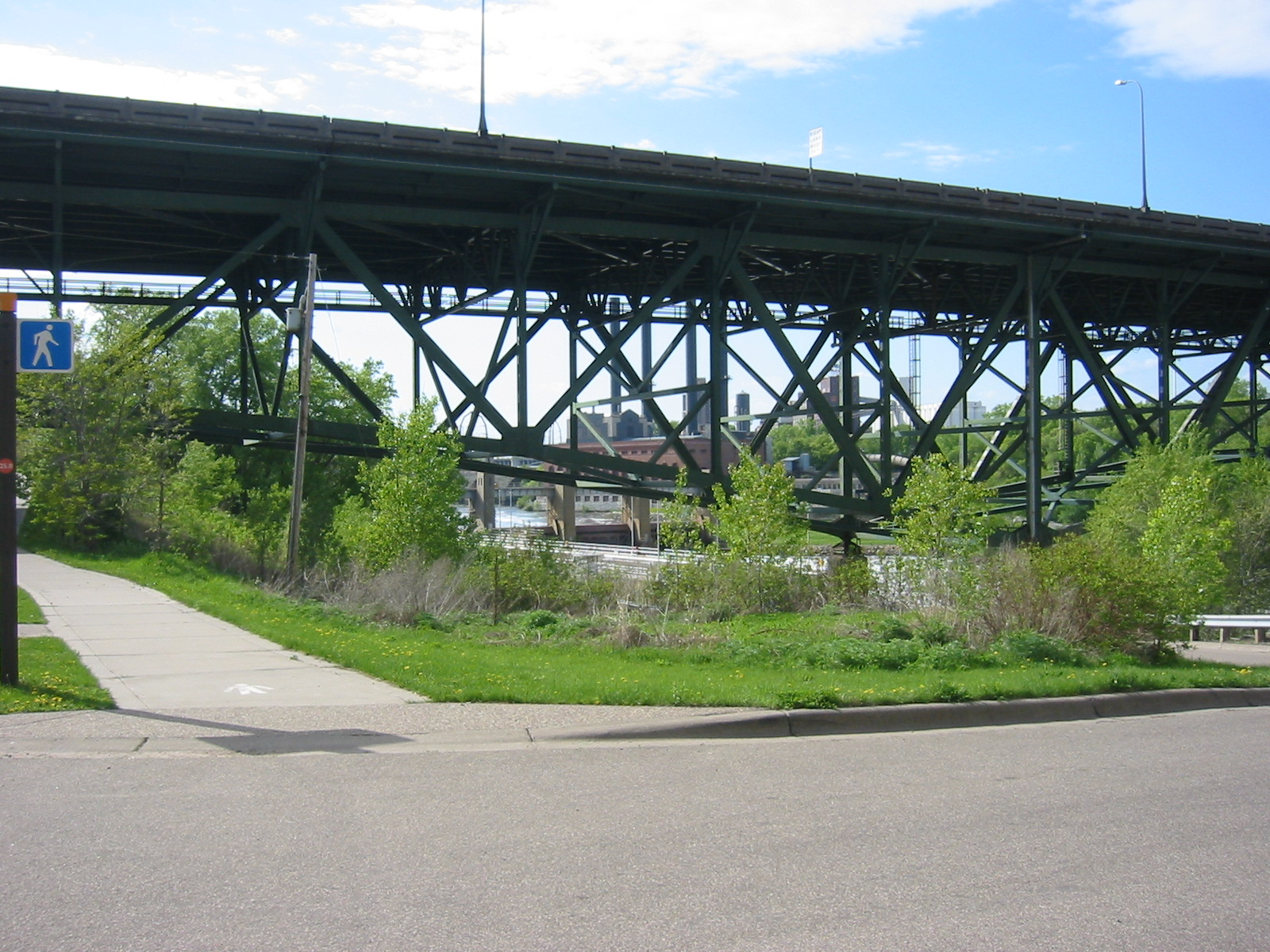
Vista de la estructura del puente.

El puente I-35W tenía la particularidad de no poseer columnas que lo sostuvieran asentadas en el agua, en vez de ello sus soportes principales estaban cimentados en las orillas del río y estaban constituidos por pilares de hormigón de forma cilíndrica. La mayor parte del puente era sostenida por un único arco de acero de 160 metros de longitud y cruzaba el río a una altura de 30 m, justo unos metros río arriba se encuentran dos series de compuertas de una presa reguladora de sus aguas. El puente es uno de los más transitados del área metropolitana, siendo un importante enlace para la autopista 35W, según el Departamento de Transporte de Minesota, el puente era utilizado por unos 141,000 vehículos diariamente, a través de ocho carriles de circulación, cuatro para cada sentido.
Debido al clima de la zona, con inviernos muy fríos, desde 1999 el puente tenía instalado un sistema especial para evitar que su superficie se congelara; cuando los sensores detectaban temperaturas que pudieran causar la congelación, se esparcía en la superficie acetato de potasio, lo cual evita que se formara hielo sobre la superficie de rodamiento. Un sistema similar se encuentra en funcionamiento en el Puente de Brooklyn en la ciudad de Nueva York.

## Derrumbe

Cámara de seguridad mostrando el colapso del puente.

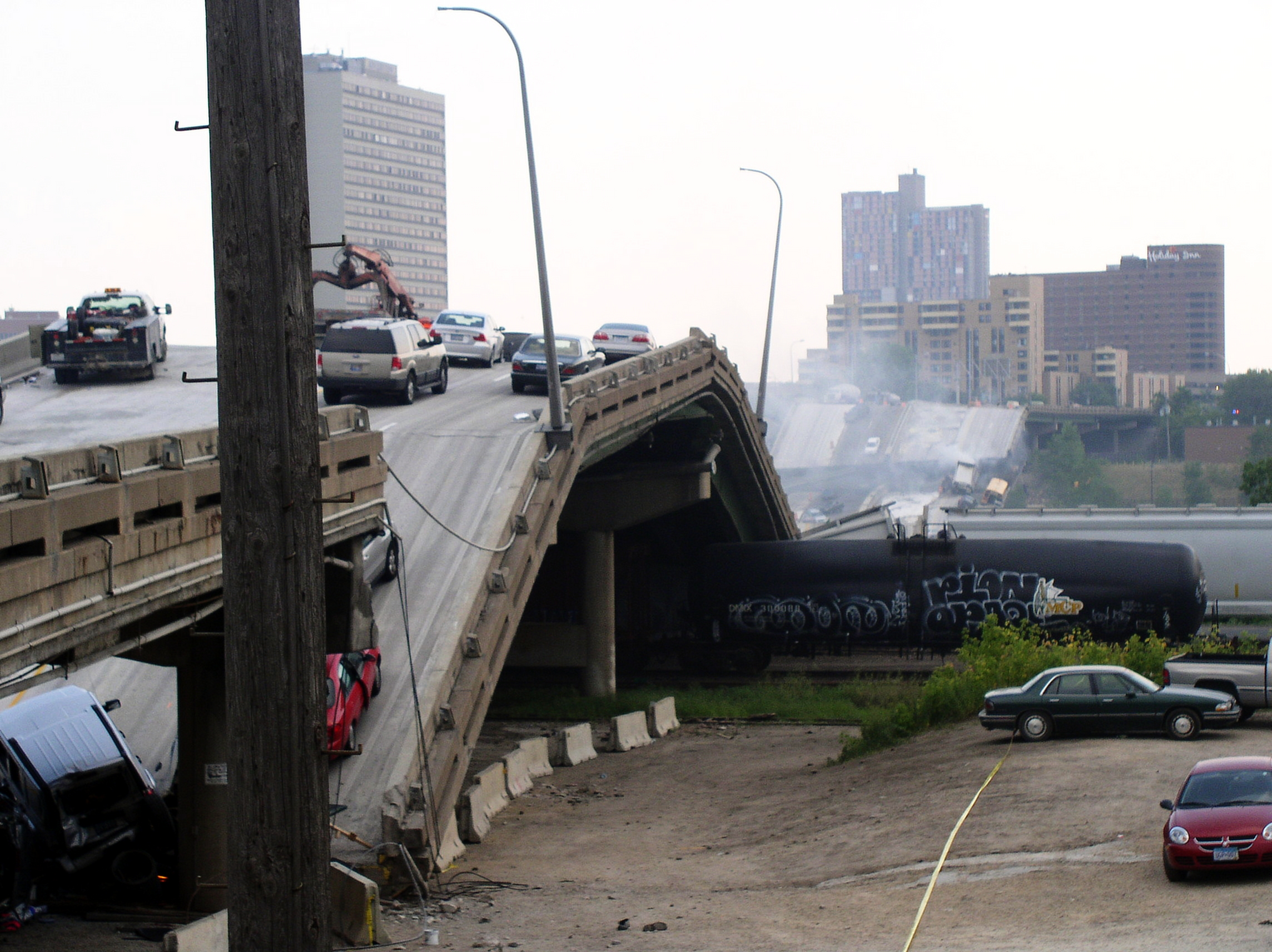
El puente venido abajo

El miércoles 1 de agosto de 2007 a las 6:05 p. m. CDT el puente se derrumbó en la hora punta de tráfico vehicular, causando que 50 o más vehículos y trabajadores de la construcción cayeran a las aguas del río Misisipi; otros muchos vehículos se vieron afectados, colisionando entre ellos o con las planchas de hormigón derrumbadas, algunos de estos vehículos se incendiaron a causa de los daños que recibieron. Otro sector del puente derrumbó encima de un ferrocarril de carga que circulaba por debajo, aplastando varios coches, pero no se reportó ningún herido del ferrocarril.
Desde semanas antes al accidente, el puente se encontraba bajo trabajos de construcción, que habían reducido a dos los carriles de circulación de cada sentido, incluso se había anunciado que un carril más sería cerrado para continuar con las labores de mantenimiento.
Como resultado del derrumbe se reportaron al menos trece personas fallecidas. La naturaleza del derrumbe permitió que un sector de la calzada que cayó al río permaneciera fuera del agua, y con ella varios vehículos. Uno de los vehículos que mayor atención captó fue un autobús escolar que impactó contra una de las plataformas de hormigón derribadas; se reportó que en él viajaban sesenta niños con edades que fluctúan entre los cuatro y los catorce años y venían de una excursión, por suerte todos se salvaron.
Las causas del derrumbe son claras,el puente había recibido una baja calificación de seguridad durante quince años y tenía deficiencias estructurales que llevaron a su derrumbe, posiblemente detonado por la gran cantidad de peso en material de construcción depositado sobre el mismo. 